# Martino Paolo Nibia
Martino Paolo Nibia detto il Nidobeato (Novara, inizi XV secolo – Parma, 31 luglio 1483) è stato un umanista, critico letterario e politico italiano, al servizio prima dei Paleologi del Monferrato e poi degli Sforza, curò e pubblicò, nel 1478, a Milano un'edizione della Divina Commedia di Dante Alighieri, detta la Nidobeatina.

## Biografia
Patrizio novarese, figlio di Serafino, Martino Paolo Nibia (detto il Nidobeato, secondo l'uso umanista di latinizzare il proprio cognome) fu segretario di Guglielmo Paleologo a partire dal 1451, per conto del quale svolse incarichi diplomatici e la traduzione in latino di missive da inviare a sovrani e pontefici. Nel 1464 passò al servizio di Guglielmo VIII Paleologo, di cui fu a suo tempo precettore e diventandone poi consigliere e uomo di fiducia, per conto del quale intavolò trattative matrimoniali con il duca Galeazzo Maria Sforza di Milano. Come ricompensa, ricevette dal duca di Milano i feudi di Pombia e Varallo (6 ottobre 1469) e la cittadinanza milanese per sé e per i suoi discendenti (13 febbraio 1472). Da questo periodo in avanti, entrò nella corte sforzesca (pur mantenendo rapporti con Guglielmo VIII) e si distinse per la pace del 1480, stipulata in seguito alla guerra contro la Firenze di Lorenzo il Magnifico, sia per vari incarichi governativi. Martino Paolo Nibia trovò la morte col figlio Ciro il 31 luglio 1483, nella città in cui era governatore, Parma, in seguito ad una rivolta popolare.
Riguardo all'attività letteraria, il Nidobeato decise, nel 1476, di curare un'edizione della Divina Commedia (la Nidobeatina) insieme al nobile Guido Terzago, che vedrà la luce nel 1478 a Milano per i tipi di Ludovico e Alberto Pedemontani. Dedicata a Guglielmo VIII - del quale stende un ampio elogio - Martino Paolo Nibia si basò sull'edizione e il commento del bolognese Jacopo della Lana (del quale preferiva la lingua, piuttosto che il fiorentino), commento che però manipolò aggiungendo annotazioni proprie personali, ulteriori riferimenti biblici e classici secondo lo stile dell'umanesimo, rendendo il lavoro di Nibia «un commento nuovo e originale». Come sottolinea Gianvito Resta:
(Resta)

## Discendenza
Negli anni '50 si sposò con Taddea Vistarini, dalla quale ebbe: 
- Francesco
- Pietro Giorgio
- Serafino
- Ciro
- Cornelio
- Ippolita
- Caterina